# Pacto Internacional de Derechos Económicos, Sociales y Culturales
El Pacto Internacional de Derechos Económicos, Sociales y Culturales es un tratado multilateral general que reconoce Derechos económicos, sociales y culturales y establece mecanismos para su protección y garantía. Fue adoptado por la Asamblea General de las Naciones Unidas mediante la Resolución 2200A (XXI), el 16 de diciembre de 1966 y entró en vigor el 3 de enero de 1976. Se compromete a las partes a trabajar para la concesión de los derechos económicos, sociales y culturales de las personas, incluidos los derechos laborales y los derechos a la salud, la educación y un nivel de vida adecuado. A enero de 2025, el Pacto tiene 173 Estados partes.
El Pacto es parte de la Carta Internacional de Derechos Humanos, junto con la Declaración Universal de los Derechos Humanos y el Pacto Internacional de Derechos Civiles y Políticos, incluida la última del Primer y Segundo Protocolos Facultativos.
El Pacto es supervisado por el Comité de Derechos Económicos, Sociales y Culturales de las Naciones Unidas.

## Génesis
El Pacto tiene sus raíces en el mismo proceso que condujo a la Declaración Universal de Derechos Humanos y fue aprobada el 10 de diciembre de 1948.
Continúa en la redacción de la convención, pero seguía habiendo diferencias significativas entre los miembros de las Naciones Unidas sobre la importancia relativa de negativos Civiles y Políticos versus positivos Económicos, Sociales y Culturales. Esto, finalmente, provocó que la convención se dividiera en dos pactos: «uno para contener los derechos civiles y políticos y el otro para contener económicos, sociales y culturales». Cada uno contendrá también un artículo sobre el derecho de todos los pueblos a la libre determinación.
El primer documento se convirtió en el Pacto Internacional de Derechos Civiles y Políticos, y el segundo, el Pacto Internacional de Derechos Económicos, Sociales y Culturales. Los proyectos fueron presentados a la Asamblea General de Naciones Unidas para el debate en 1954, y aprobó en 1966.

## Estructura
El Pacto Internacional de Derechos Económicos, Sociales y Culturales comprende un Preámbulo y cinco partes:
| Partes    | Artículos         | Descripción |
| --------- | ----------------- | --- |
| Parte I   | Artículo 1        | Reconoce el derecho de libre determinación de los pueblos, incluido el derecho a «determinar libremente su condición política», procurar su desarrollo económico, social y culturales, y gestionar y disponer de sus propios recursos. Se reconoce un derecho negativo de un pueblo a no ser privado de sus medios de subsistencia, e impone la obligación de que las partes todavía responsable de la no autónomos y territorios en fideicomiso (colonias) para estimular y respetar su libre determinación. |
| Parte II  | Artículos 2 a 5   | Establece el principio de «realización progresiva». También requiere el reconocimiento de los derechos «sin discriminación alguna por motivos de raza, color, sexo, idioma, religión, opinión política o de otra índole, origen nacional o social, posición económica, nacimiento o cualquier otra condición social». Los derechos sólo pueden ser limitado por la ley, de manera compatible con la naturaleza de los derechos, y sólo con el fin de «promover el bienestar general en una sociedad democrática». |
| Parte III | Artículos 6 a 15  | Listas de los propios derechos. Estos incluyen los derechos a: - trabajo, bajo «condiciones de trabajo equitativas y satisfactorias», con el derecho a fundar y afiliarse a los sindicatos (Artículos 6, 7 y 8); - seguridad social, incluso al seguro social (Artículo 9); - la vida familiar, incluida la licencia parental remunerada y la protección de los niños (Artículo 10); - un nivel de vida adecuado, incluso alimentación, vestido y vivienda, y la «mejora continua de las condiciones de existencia» (Artículo 11); - la salud, específicamente el «más alto nivel posible de salud física y mental» (Artículo 12); - la educación, incluida la enseñanza primaria universal y gratuita, disponible en general, la enseñanza secundaria, e igualmente accesible la educación superior. Esto debe estar encaminada a «el pleno desarrollo de la personalidad humana y del sentido de su dignidad, y debe fortalecer el respeto por los derechos humanos y las libertades fundamentales», y ayudar a todas las personas para participar efectivamente en la sociedad (Artículos 13 y 14); - participación en la vida cultural (Artículo 15). |
| Parte IV  | Artículos 16 a 25 | Regula la presentación de informes y de seguimiento del Pacto y las medidas adoptadas por las partes para su aplicación. También permite que el órgano de vigilancia - originalmente el Consejo Económico y Social de las Naciones Unidas (ahora el Comité de Derechos Económicos, Sociales y Culturales). Hacer recomendaciones generales a la Asamblea General de Naciones Unidas sobre las medidas adecuadas para la realización de los derechos. (Artículos 16 a 25) |
| Parte V   | Artículos 26 a 31 | Regula la ratificación, entrada en vigor, y la modificación del Pacto.(Artículos 26 a 31). |

## Disposiciones fundamentales

### Principio de las obligaciones de los Estados Partes
El Artículo 2 del Pacto impone un deber a todas las partes a:

adoptar medidas, tanto por separado como mediante la asistencia y la cooperación internacionales, especialmente económicas y técnicas, hasta el máximo de los recursos de que disponga, para lograr progresivamente, por todos los medios apropiados, inclusive en particular la adopción de medidas legislativas, la plena

 de los derechos aquí reconocidos.

Esto se conoce como el principio de «realización progresiva». Reconoce que algunos de los derechos (por ejemplo, el derecho a la salud) puede ser difícil en la práctica para lograr en un corto período, y que los Estados pueden estar sujetos a limitaciones de recursos, pero les obliga a actuar lo mejor posible dentro de sus medios.
El principio es diferente de la del Pacto, que obliga a las partes a «respetar y a garantizar a todos los individuos que se encuentren en su territorio y estén sujetos a su jurisdicción» los derechos reconocidos en esa Convención. Sin embargo, no hacer que el Pacto de sentido. La obligación de «adoptar medidas» impone una obligación de trabajar en pro de la realización de los derechos. Asimismo, excluye deliberadamente medidas regresivas que impiden ese objetivo. El Comité de Derechos Económicos, Sociales y Culturales también se interpreta como el principio de la imposición de obligaciones mínimas para prestar, por lo menos, niveles esenciales de cada uno de los derechos. Si los recursos son muy limitados, esto debería incluir el uso de determinados programas dirigidos a los grupos vulnerables.
El Comité de Derechos Económicos, Sociales y Culturales relativo a la legislación como un medio indispensable para la realización de los derechos que no es probable que sea limitado por las limitaciones de recursos. La promulgación de disposiciones contra la discriminación y el establecimiento de derechos exigibles con los recursos judiciales en los sistemas jurídicos nacionales se consideran medios adecuados. Algunas disposiciones, como las leyes contra la discriminación, ya es obligatorio en virtud de otros instrumentos de derechos humanos, tales como el Pacto.

#### Carácter de las obligaciones
El Comité afirmó que aunque los Estados se obligan a adoptar medidas para la aplicación paulatina del Pacto, existen determinadas obligaciones cuyo cumplimiento debe ser inmediato. Por un lado, garantizar que los derechos se ejercerán sin discriminación; por otro, el compromiso en sí mismo de adoptar medidas no puede diferirse ni condicionarse. Aunque la realización de los derechos no deba ser inmediata, debe comenzarse a adoptar medidas «dentro de un plazo razonablemente breve tras la entrada en vigor del Pacto». Estas medidas deberán ser «deliberadas, concretas y orientadas lo más claramente posible hacia la satisfacción de las obligaciones reconocidas en el Pacto». Como ejemplo de medidas que deberían adoptarse, el Comité destaca las medidas legislativas, sin perjuicio de otras como las administrativas, financieras, educacionales, sociales o judiciales: en relación con esto último, considera el Comité que algunos derechos pueden ser ejecutados inmediatamente y su efectividad controlada por los Tribunales:
- Igualdad entre hombres y mujeres (art. 3), también en lo relativo a la igualdad salarial (art. 7, apartado a, inciso i)
- Derecho de sindicación y huelga (art. 8)
- Protección de niños y adolescentes (art. 10.3)
- Obligatoriedad y gratuidad de la enseñanza primaria (art. 13.2, apartado a)
- Libertad de los padres o tutores para escoger para sus hijos o pupilos escuelas distintas de las creadas por las autoridades públicas y de hacer que reciban la educación religiosa o moral que esté de acuerdo con sus propias convicciones (art. 13.3)
- Libertad para establecer y dirigir instituciones de enseñanza (art. 13.4)
- Libertad para la investigación científica y para la actividad creadora (art. 15.3)

#### Factibilidad y obligaciones mínimas
La tesis tradicional recogía el principio de factibilidad, en virtud del cual las obligaciones de los Estados se condicionan a sus posibilidades económicas. El Comité afirma que existe, en todo caso, «una obligación mínima de asegurar la satisfacción de por lo menos niveles esenciales de cada uno de los derechos» y que corresponde a los Estados demostrar que han realizado todos los esfuerzos posibles para utilizar los recursos disponibles en estos niveles básicos. El Pacto entiende por recursos disponibles tanto los existentes en el Estado como los que pone a su disposición la comunidad internacional mediante la asistencia y cooperación internacionales, por lo que afirma el Comité que la cooperación internacional es una obligación de los Estados.

#### Progresividad
Finalmente, el Comité afirma que el hecho de que los derechos económicos, sociales y culturales sean de carácter progresivo no implica que se «prive a la obligación de todo contenido». Se trata de un «dispositivo de flexibilidad» que atiende al hecho de que es imposible la realización de estos derechos en un breve período, pero que debe interpretarse a la luz del objetivo general del tratado, que es la plena efectividad de los derechos que recoge. Por lo tanto, los Estados están obligados a «proceder lo más expedita y eficazmente posible con miras a lograr ese objetivo», bajo control del Comité.

## Derechos reconocidos
La siguiente tabla recoge los derechos humanos plasmados en cada artículo del Pacto Internacional de Derechos Económicos, Sociales y Culturales.
| Artículo      | Derecho reconocido                                                                                     |
| ------------- | --- |
| Art. 6        | Derecho a trabajar y libre elección de empleo                                                          |
| Art. 7        | Derecho a condiciones de trabajo equitativas y satisfactorias                                          |
| Art. 8        | Libertad sindical y derecho de huelga                                                                  |
| Art. 9        | Derecho a la seguridad social                                                                          |
| Art. 10       | Protección de la familia y los menores                                                                 |
| Art. 11       | Derecho a un nivel de vida adecuado y a la mejora continua de las condiciones de existencia            |
| Art. 12       | Derecho a la salud                                                                                     |
| Arts. 13 y 14 | Derecho a la educación                                                                                 |
| Art. 15       | Derecho a participar en la vida cultural. Protección, desarrollo y difusión de la ciencia y la cultura |

### Derechos laborales
El Artículo 6 del Pacto reconoce el derecho al trabajo, definida como la oportunidad de todos para ganar su vida mediante un trabajo libremente escogido o aceptado. Partes están obligados a adoptar «medidas adecuadas» para garantizar este derecho, incluida la formación técnica y profesional y las políticas económicas encaminadas a regular el desarrollo económico y en última instancia, el pleno empleo. El derecho implica partes deben garantizar la igualdad de acceso al empleo y proteger a los trabajadores de ser privado injustamente de empleo. Deben evitar la discriminación en el lugar de trabajo y garantizar el acceso de los desfavorecidos. El hecho de que el trabajo debe ser libremente elegido o aceptado significa partes deben prohibir el trabajo infantil o forzoso.
El trabajo contemplado en el artículo 6 debe ser el trabajo decente. Este es realmente el sentido del Artículo 7 del Pacto, que reconoce el derecho de toda persona a «justas y favorables» las condiciones de trabajo. Estos a su vez se define como un salario justo, con igual remuneración por igual trabajo, suficiente para proporcionar una vida digna para los trabajadores y sus dependientes; condiciones de trabajo seguras, la igualdad de oportunidades en el lugar de trabajo; y suficiente descanso y el esparcimiento, incluyendo las horas de trabajo limitadas y regulares, vacaciones pagadas.
El Artículo 8 reconoce el derecho de los trabajadores a formar o afiliarse a los sindicatos y protege el derecho a la huelga. Se permite que estos derechos se limita a los miembros de las fuerzas armadas, de policía o funcionarios del Gobierno. Varias partes han puesto reservas a esta cláusula, lo que le permite ser interpretada de manera coherente con sus constituciones (China, México), o la ampliación de la restricción de los derechos sindicales a los grupos tales como los bomberos (Japón).

### Derecho a la seguridad social
El Artículo 9 del Pacto reconoce «el derecho de toda persona a la seguridad social, incluso al seguro social». Se requiere que las partes a proporcionar algún tipo de plan de seguro social para proteger a las personas contra los riesgos de enfermedad, invalidez, maternidad, accidentes de trabajo, el desempleo o la vejez, para proporcionar a los supervivientes, los huérfanos y los que no pueden pagar la atención de la salud, y para garantizar que las familias estén suficientemente soportadas. Beneficios de este régimen deben ser adecuados, accesibles a todos, y siempre sin discriminación. El Pacto no limita el tipo de sistema, tanto contributivas y no contributivas y los planes están permitidos (como lo son de base comunitaria y la mutua regímenes).
El Comité de Derechos Económicos, Sociales y Culturales ha tomado nota de los problemas persistentes con la aplicación de este derecho, con muy bajos niveles de acceso.
Varios partidos, entre ellos Francia y Mónaco, tienen reservas que les permite establecer los requisitos de residencia para poder beneficiarse de las prestaciones sociales. El Comité de Derechos Económicos, Sociales y Culturales permite este tipo de restricciones, siempre que sean proporcionadas y razonables.

### Derecho a la vida familiar
El Artículo 10 del Pacto reconoce a la familia como «el elemento natural y fundamental de la sociedad», y exige que las partes a acordar que «la más amplia protección y asistencia posibles». Partes deben garantizar que sus ciudadanos son libres de establecer familias y que los matrimonios sean libremente contraído y no forzado. Las Partes deben también proporcionar vacaciones pagadas o de una seguridad social adecuada a las madres antes y después del parto, una obligación que se superpone con el Artículo 9. Por último, las partes deben tomar «medidas especiales» para proteger a los niños de la explotación económica o social, incluido el establecimiento de una edad mínima de empleo y de restricción de los niños de ocupaciones peligrosas y dañinas.

### Derecho a un nivel de vida adecuado
El Artículo 11 reconoce el derecho de toda persona a un nivel de vida adecuado. Esto incluye, pero no limitado a, el derecho a una alimentación adecuada, vestido, vivienda, y «una mejora continua de las condiciones de existencia». También crea una obligación de las partes a que trabajen juntos para eliminar el hambre en el mundo.
El derecho a una alimentación adecuada, también conocido como el derecho a la alimentación, se interpreta como que requiere «la disponibilidad de alimentos en cantidad y calidad suficientes para satisfacer las necesidades alimentarias de los individuos, sin sustancias nocivas, y aceptables para una cultura determinada». Esto debe ser accesible a todos, lo que implica una obligación de proporcionar programas especiales para los grupos vulnerables. El derecho a una alimentación adecuada implica también un derecho al agua.
El derecho a una vivienda adecuada, también conocido como el derecho a la vivienda, es «el derecho a vivir en algún lugar de la seguridad, la paz y la dignidad». Se requiere una «adecuada privacidad, espacio adecuado, seguridad adecuada, iluminación y ventilación adecuadas, una infraestructura básica adecuada y una adecuada ubicación en relación con el trabajo y los servicios básicos - todo ello a un coste razonable». Las Partes deben garantizar la seguridad de la tenencia y que el acceso es libre de discriminación, y para eliminar progresivamente el trabajo de hogar. Los desalojos forzosos, que se define como «la retirada permanente o temporal en contra de su voluntad de individuos, familias y / o comunidades de los hogares y / o las tierras que ocupan, sin la disposición de, y acceso a formas adecuadas de protección jurídica o de otra índole», son, prima facie, una violación del Pacto.

### Derecho a la salud
El Artículo 12 del Pacto reconoce el derecho de toda persona al «disfrute del más alto nivel posible de salud física y mental». «Salud» se entiende no sólo como un derecho a estar sano, sino como un derecho a controlar la propia salud y el cuerpo (incluida la reproducción), y estar libre de interferencias, tales como la tortura o la experimentación médica. Los Estados deben proteger este derecho, garantizando que todo el mundo dentro de su jurisdicción, tiene acceso a los factores determinantes de la salud, como agua potable, saneamiento, alimentación, nutrición y vivienda, y por medio de un sistema global de atención sanitaria, que está a disposición de todos, sin discriminación alguna, y económicamente accesible para todos.
El Artículo 12.2 exige a las partes que adopten medidas concretas para mejorar la salud de sus ciudadanos, incluida la reducción de la mortalidad infantil y mejorar la salud infantil, la mejora del medio ambiente y salud en el trabajo, la prevención, control y tratamiento de enfermedades epidémicas y la creación de condiciones para garantizar la igualdad y el acceso oportuno a los médicos servicios para todos. Estos se consideran «ilustrativa, no exhaustiva de ejemplos», en lugar de una declaración completa de las partes las obligaciones.
El derecho a la salud se interpreta como que requieren las partes a que respeten la mujer «los derechos reproductivos, al no limitar el acceso a la anticoncepción o censurar, ocultar o desvirtuar intencionalmente la retención» de información sobre la salud sexual. Asimismo, deben garantizar que las mujeres están protegidas de tradicionales nocivas prácticas como la mutilación genital femenina.

### Derecho a la educación
El Artículo 13 del Pacto reconoce el derecho de todos a la educación. Esto se dirige hacia «el pleno desarrollo de la personalidad humana y del sentido de su dignidad», y ayudar a todas las personas para participar efectivamente en la sociedad. La educación se percibe como un derecho humano y como «un medio indispensable de realizar otros derechos humanos», y por lo tanto esta es una de las mayores y más importantes artículos del Pacto.
El Artículo 13.2 enumera una serie de medidas concretas cuyas partes están obligadas a seguir para realizar el derecho a la educación. Estos incluyen la prestación de libre, universal y obligatoria la educación primaria, «generalizada y hacerse accesible» la educación secundaria en sus diversas formas (incluida la formación técnica y profesional), e igualmente accesible la educación superior. Todos estos deben estar disponibles para todos sin discriminación. Las partes deben también desarrollar un sistema escolar (aunque puede ser pública, privada o mixta), alentar o proporcionar becas para los grupos desfavorecidos, y se les anima a hacer de la educación gratuita en todos los niveles.
Los Artículos 13.3 y 13.4 exigir las partes a que respeten la libertad de educación de los padres por lo que les permite elegir y establecer las instituciones educativas privadas para sus hijos, también conocida como la libertad de enseñanza. También reconoce el derecho de los padres a «reciban la educación religiosa o moral que esté de acuerdo con sus propias convicciones». Esto se interpreta como que requieren las escuelas públicas a respetar la libertad de religión y de conciencia de sus alumnos, y como prohibiendo la enseñanza de una religión o sistema de creencias no discriminatoria a menos que las exenciones y las alternativas disponibles.
El Comité de Derechos Económicos, Sociales y Culturales, el Pacto interpretar como también exigir a los Estados a respetar la libertad académica del personal y los estudiantes, ya que esto es vital para el proceso educativo. Asimismo, considera que los castigos corporales en las escuelas a ser incompatible con la Pacto del principio fundamental de la dignidad de la persona.
El Artículo 14 del Pacto obliga a las partes que aún no han establecido un sistema de enseñanza primaria obligatoria y gratuita, para adoptar rápidamente un plan detallado de acción para su introducción «dentro de un número razonable de años».

### Derecho a la participación en la vida cultural
El Artículo 15 del Pacto reconoce el derecho de toda persona a participar en la vida cultural, gozar de los beneficios del progreso científico, y para beneficiarse de la protección de los derechos morales y materiales a cualquier descubrimiento científico o artístico trabajo que han creado. Esta última cláusula es a veces visto como exige la protección de la propiedad intelectual, pero el Comité de Derechos Económicos, Sociales y Culturales, lo interpreta como principalmente la protección de los derechos morales de los autores y «proclamar[ción], el carácter intrínsecamente personal de toda creación del hombre mente y la consiguiente relación duradera entre el creador y su creación». Por lo tanto, exige a las partes que respeten el derecho de los autores a ser reconocido como el creador de una obra. El material de derechos se interpretan como parte del derecho a un nivel de vida adecuado, y «no tiene que abarcar toda la vida de un autor».
Las partes deben trabajar también para promover la conservación, el desarrollo y la difusión de la ciencia y la cultura, «respetar la indispensable libertad para la investigación científica y para la actividad creadora», y fomentar los contactos internacionales y la cooperación en estos ámbitos.

## Reservas
Algunas de las partes han formulado reservas y declaraciones interpretativas a su aplicación del Pacto:
- Argelia interpreta partes de su Artículo 13, la protección de la libertad de los padres a elegir libremente o establecer instituciones de enseñanza adecuados, a fin de no «perturbar su derecho a organizar libremente su sistema educativo».[3]

- Bangladés interpreta la cláusula de libre determinación en el Artículo 1, que se aplica en el contexto histórico del colonialismo. También se reserva el derecho de interpretar los derechos laborales en los Artículos 7 y 8 y la cláusulas de no discriminación de los Artículos 2 y 3 en el contexto de su constitución y la legislación interna.[3]

- Bélgica interpreta que la no discriminación por razón de origen nacional como «no implica necesariamente la obligación de los Estados de garantizar automáticamente a los extranjeros los mismos derechos que a sus nacionales. El término debe entenderse que se refieren a la eliminación de cualquier comportamiento arbitrario, pero no de las diferencias en trato basadas en consideraciones objetivas y razonables, de conformidad con los principios imperantes en las sociedades democráticas».[3]

- China prohíbe a los derechos laborales en el Artículo 8 en forma compatible con su Constitución y la legislación interna.[3]

- Egipto acepta el Pacto sólo en la medida en que no entre en conflicto con la ley de la Sharia Islámica.[3] derechos culturales

- Estados Unidos - Amnistía Internacional afirma que «Los Estados Unidos firmaron el Pacto en 1979 bajo la administración del presidente Carter, pero no está totalmente vinculada por el mismo hasta que sea ratificado. Por razones políticas, la administración Carter no dio el empuje necesario para la revisión del Pacto por el Senado, quien debe dar su "consejo y consentimiento" antes que dicho país pueda ratificar un tratado. Los presidentes de Reagan y Bush consideraron que los derechos económicos, sociales y culturales no eran realmente derechos sino que se limitan a objetivos sociales deseables y por lo tanto no deberían ser objeto de tratados vinculantes. La administración del presidente Clinton no niega la naturaleza de estos derechos, pero no parece políticamente oportuno para participar en una batalla con el Congreso sobre el Pacto. El gobierno del presidente Bush (hijo), la administración sigue en línea con el punto de vista de la anterior del presidente Bush la administración».[68] La Fundación Heritage, es un think tank conservador estadounidense, afirma que la firma se obliga a la introducción de políticas que se opone, como la asistencia sanitaria universal.[69]

- Francia considera que el Pacto como subordinado a la Carta de las Naciones Unidas. También se reserva el derecho de regir el acceso de los extranjeros al empleo, la seguridad social y otros beneficios.[3]

- India interpreta el derecho a la libre determinación se aplica «únicamente a los pueblos bajo dominación extranjera»[3] y no será aplicable a los pueblos dentro de los estados-nación soberanos. Asimismo, interpreta que la limitación de la cláusula de derechos y los derechos de igualdad de oportunidades en el lugar de trabajo en el contexto de su constitución.[3]

- Indonesia interpreta la cláusula de la libre determinación (Artículo 1) en el contexto del derecho internacional y otros de que no se aplica a los pueblos dentro de un Estado-nación soberano.[3]

- Irlanda se reserva el derecho a promover la lengua irlandesa.[3]

- Japón se reserva el derecho a no ser obligado a introducir progresivamente gratuita la educación secundaria y superior.[3]

- Kuwait interpreta las cláusulas de no discriminación de los Artículos 2 y 3 dentro de su constitución y las leyes, y se reserva el derecho a la seguridad social a aplicarse sólo a los kuwaitíes. También se reserva el derecho a prohibir las huelgas.[3]

- México interpreta los derechos laborales en el Artículo 8, en el contexto de su constitución y las leyes.[3]

- Mónaco interpreta que el principio de no discriminación por motivos de origen nacional como «no implica necesariamente la obligación automática por parte de los Estados a otorgar a los extranjeros los mismos derechos que sus nacionales»,[3] y se reserva el derecho de establecer requisitos de residencia en los derechos al trabajo, salud, educación y seguridad social.

- Noruega se reserva el derecho de huelga a fin de permitir el arbitraje obligatorio de algunos conflictos laborales.[3]

- Nueva Zelanda se reserva el derecho de no aplicar el Artículo 8 (derecho a formar sindicatos y afiliarse a) la medida en que las medidas existentes (que en el momento obligatorio incluido el sindicalismo y alentó a arbitraje de las controversias) eran incompatibles con ella.[3]

- Pakistán tiene una reserva general al interpretar el Pacto en el marco de su constitución.[3]

- Reino Unido considera que el Pacto como subordinado a la Carta de la ONU. Se hizo varias reservas con respecto a sus territorios de ultramar.[3]

- Tailandia interpreta el derecho a la libre determinación en el marco de otras leyes internacionales.[3]

- Trinidad y Tobago se reserva el derecho de restringir el derecho a la huelga de quienes se dedican a ocupaciones esenciales.[3]

- Turquía pondrá en práctica el Pacto con sujeción a la Carta de la ONU. También se reserva el derecho de interpretar y aplicar el derecho de los padres a elegir y establecer centros de enseñanza de manera compatible con su constitución.[3]

## Protocolo Facultativo
El Protocolo Facultativo del Pacto Internacional de Derechos Económicos, Sociales y Culturales es un acuerdo de cara al Pacto, que permite a las partes a reconocer la competencia del Comité de Derechos Económicos Sociales y Culturales para examinar las denuncias de particulares.
El Protocolo Facultativo del Pacto, aprobado el 10 de diciembre de 2008, otorga al CDESC la facultad de estudiar comunicaciones de particulares.

## Comité de Derechos Económicos, Sociales y Culturales
El Comité de Derechos Económicos, Sociales y Culturales (CDESC) es el órgano que supervisa el cumplimiento del Pacto Internacional de Derechos Económicos, Sociales y Culturales. No está previsto en el Pacto, sino que fue creado por la resolución 1985/17, de 28 de mayo de 1985, del Consejo Económico y Social de las Naciones Unidas para el desempeño de las funciones recogidas en la parte IV del Pacto.
El CDESC está formado por 18 expertos independientes elegidos por un período de cuatro años. Se reúne en períodos de sesiones, normalmente dos al año, que tienen lugar en Ginebra. Estos períodos de sesiones comprenden una sesión plenaria de tres semanas precedida por un grupo de trabajo que se reúne durante una semana.
Los Estados están obligados a informar periódicamente al CDESC sobre la aplicación del Pacto. Sobre la base de la información aportada, el Comité destaca los aspectos positivos y negativos y formula una serie de recomendaciones: sus respuestas a cada Estado toman la forma de observaciones finales. Por otro lado, el Comité emite observaciones generales, que contienen su interpretación sobre cuestiones relacionadas con el Pacto.
La actual (a partir de enero de 2007) de la Comisión es:
- Presidente - Jaime Marchan Romero - mandato expira en 2010
- Vicepresidente - Mohamed Ezzeldin Abdel-Moneim - mandato expira en 2012
- Vicepresidente - Ariranga Govindasamy Pillay - mandato expira en 2012
- Maria Virginia Bras Gomes - mandato expira en 2010
- Vicepresidente - Walid Sa'di - mandato expira en 2012
- Relator - Zdislaw Kedzia - mandato expira en 2012
- Clement Atangana - mandato expira en 2010
- Rocío Barahona Riera - mandato expira en 2012
- Virginia Bonoan-Dandan - mandato expira en 2010
- Chandrashekhar Dasgupta - mandato expira en 2010
- Azzouz Kerdoun - mandato expira en 2010
- Yuri Kolovsov - mandato expira en 2010
- Sergei Martynov - mandato expira en 2012
- Eibe Riedel - mandato expira en 2010
- Nikolaas Jan Schrijver - mandato expira en 2012
- Daode Zhan - mandato expira en 2012
- Philippe Texier - mandato expira en 2012
- Álvaro Tirado Mejia - mandato expira en 2010

El Comité celebró una elección al final de abril de 2008 para reemplazar a aquellos cuyo mandato expira a finales de 2008.